# Puei de Sanheras
Puei-Sanheras (en francès Puy-Sanières) és un municipi francès situat al departament dels Alts Alps i a la regió de Provença – Alps – Costa Blava.

## Demografia
| 1831                                       | 1962 | 1968 | 1975 | 1982 | 1990 | 1999 | 2006 | 2017 |
| ------------------------------------------ | ---- | ---- | ---- | ---- | ---- | ---- | ---- | ---- |
| 257                                        | 114  | 78   | 66   | 31   | 106  | 155  | 204  | 283  |
| Des de 1962: població sense dobles comptes |      |      |      |      |      |      |      |      |

## Administració
| Període   | Identitat     | Partit |
| --------- | ------------- | ------ |
| 2001-2020 | Valérie Rossi | PRG    |
| 2020-     | Bruno Paris   |        |